# Ahmad Hayel
Ahmad Hayel Ibrahim (Ramtha, 30 ottobre 1983) è un calciatore giordano, attaccante dell'Al-Arabi e della Nazionale giordana.

## Carriera

### Club
Ha vestito le maglie di vari club giordani, siriani, emiratini e kuwaitiani.

### Nazionale
Esordì con la nazionale giordana il 26 marzo 2005 ad Amman in amichevole contro Cipro, partita conclusasi con la vittoria dei ciprioti per 1-2.
Ha partecipato alla Coppa d'Asia 2015. Durante il torneo, in occasione di un controllo antidoping, gli fu chiesto di ingerire una grande quantità di acqua al fine di produrre urina, il che gli causò ipotermia e gli fece perdere conoscenza.

## Palmarès

### Club
- Jordan Premier League: 1

Al-Faisaly: 2011-2012
- Coppa di Giordania: 1

Al-Faisaly: 2011-2012
- Supercoppa di Giordania: 1

Al-Faisaly: 2012-2013
- Supercoppa del Kuwait: 1

Al-Arabi: 2012-2013